# Leptocentrus flexicorne
Leptocentrus flexicorne är en insektsart som beskrevs av Walker. Leptocentrus flexicorne ingår i släktet Leptocentrus och familjen hornstritar. Inga underarter finns listade i Catalogue of Life.